# Долне Наштиці
Долне Наштиці — село в окрузі Бановці-над-Бебравою Банськобистрицького краю Словаччини. Станом на грудень 2015 року в селі проживала 549 людей. Протікає річка Бебрава.

## Населення
| Рік:            | 1994. | 2004.   | 2014.    | 2024.   |
| --------------- | ----- | ------- | -------- | ------- |
| Кількість осіб: | 425   | 433     | 556      | 596     |
| Різниця:        |       | +1,88 % | +28,40 % | +7,19 % |

| Рік:            | 2023. | 2024.   |
| --------------- | ----- | ------- |
| Кількість осіб: | 602   | 596     |
| Різниця:        |       | -0,99 % |